# Limbrassac
Limbrassac es una comuna francesa situada en el departamento de Ariège, en la región de Occitania.

## Demografía
| 77 | 63 | 60 | 80 | 80 | 98 | 121 |
| Para los censos de 1962 a 1999 la población legal corresponde a la población sin duplicidades (Fuente: INSEE [Consultar]) |    |    |    |    |    |     |